# Bordhockey
Bordhockey er en sport der spilles på Stiga bordhockey-spil. I 1982 blev det første svenske mesterskab afviklet i Upplands Väsby. Der findes i dag organiseret bordhockey i mange lande – hovedsageligt i Nord-, Central- og Østeuropa samt i Nordamerika og Japan.
I Danmark er sporten organiseret i Dansk Bordhockey Union, som er anerkendt af International Table Hockey Federation (ITHF).
Verdensmesterskabet organiseres hvert andet år af ITHF. Stiga Play Off 21 er det officielle spil som benyttes til verdensmesterskabet. 
Det sidste verdensmesterskab blev afholdt i Tallinn, Estland i 2021. Vinderen blev Yanis Galuzo fra Rusland. I verdensmesterskabet deltog i alt 14 lande. Danmark i 2005 deltog for første gang side om side med de dominerende nationer Sverige, Norge, Rusland, Letland, Finland samt Tjekkiet.

## Historie
| År   | Placering                 | Vinder                 | Antal deltagere |
| ---- | ------------------------- | ---------------------- | --------------- |
| 1989 | Stockholm, Sverige        | Mikael Kratz, SWE      | 42 (7 lande)    |
| 1992 | Brno, Tjekkiet            | Jacob Lindahl, SWE     | 32 (5 lande)    |
| 1993 | Paris, Frankrig           | Anders Ekestubbe, SWE  | 61 (9 lande)    |
| 1995 | Stockholm, Sverige        | Jacob Lindahl, SWE     | 66 (8 lande)    |
| 1997 | Helsinki, Finland         | Hans Österman, SWE     | 61 (9 lande)    |
| 1999 | Wilhelmshafen, Tyskland   | Stefan Edwall, SWE     | 71 (15 lande)   |
| 2001 | Plzeň, Tjekkiet           | Hans Österman, SWE     | 100 (16 lande)  |
| 2003 | Zürich, Schweiz           | Daniel Wallén, SWE     | 102 (19 lande)  |
| 2005 | Riga, Letland             | Hans Österman, SWE     | 132 (22 lande)  |
| 2007 | Moskva, Rusland           | Roni Nuttunen, FIN     | 117 (19 lande)  |
| 2009 | Budapest, Ungarn          | Roni Nuttunen, FIN     | 131 (16 lande)  |
| 2011 | Turku, Finland            | Oleg Dmitrichenko, RUS | 105 (17 lande)  |
| 2013 | Stavanger, Norge          | Atis Silis, LVA        | 121 (23 lande)  |
| 2015 | Sankt Petersborg, Rusland | Maxim Borisov, RUS     | 108 (16 lande)  |
| 2017 | Liberec, Tjekkiet         | Edgars Caics, LVA      | 146 (25 lande)  |
| 2019 | Minsk, Hviderusland       | Maxim Borisov, RUS     | 115 (16 lande)  |
| 2021 | Tallinn, Estland          | Yanis Galuzo, RUS      | 110 (12 lande)  |

## EM-historie
| År   | Placering           | Vinder                | Deltagere      |
| ---- | ------------------- | --------------------- | -------------- |
| 1990 | Lund, Sverige       | Jörgen Sundqvist, SWE | 63 (9 lande)   |
| 1992 | Brno, Tjekkiet      | Mikael Kratz, SWE     | 75 (5 lande)   |
| 2006 | Skalica, Slovakiet  | Alexey Zakharov, RUS  | 150 (17 lande) |
| 2008 | Riga, Letland       | Ahti Lampi, FIN       | 103 (10 lande) |
| 2010 | Överum, Sverige     | Ahti Lampi, FIN       | 82 (9 lande)   |
| 2012 | Riga, Letland       | Maxim Borisov, RUS    | 106 (13 lande) |
| 2014 | Riga, Letland       | Maxim Borisov, RUS    | 122 (14 lande) |
| 2016 | Tallinn, Estland    | Edgars Caics, LVA     | 124 (15 lande) |
| 2018 | Eskilstuna, Sverige | Maxim Borisov, RUS    | 128 (17 lande) |
| 2022 | Kranj, Slovenien    | Edgars Caics, LVA     | 119 (15 lande) |